# Thermidor (film)
Pour plus de détails, voir Fiche technique et Distribution.
Thermidor est un court métrage français réalisé par Virgil Vernier et sorti en 2010.

## Fiche technique
- Titre : Thermidor
- Réalisation : Virgil Vernier
- Scénario : Virgil Vernier
- Photographie : Julien Véron, Ilan Klipper et Louis Wallecan
- Son : Ilan Klipper
- Musique : Vicky de Saint-Hermine
- Montage : Stéphanie Pedelacq
- Production : Mas Films
- Pays de production:  France
- Durée : 17 minutes
- Date de sortie :
  - France : 29 septembre 2010 (programme « Courts d'aujourd'hui »)

## Distribution
- Vicky de Saint-Hermine
- Ingrid Cajat
- Fidel Nanitamielo
- Shanti Masud

## Sélection
- 2009 : Festival de Cannes (Quinzaine des réalisateurs)[1]